# 泥渣杆菌属
泥渣杆菌属（学名：Limibacillus）为基尔菌目的一个属。科的地位未定。

## 下属物种
本属包括以下物种：
- 嗜盐泥渣杆菌 Limibacillus halophilus Kim et al., 2015[2]